# Quión (España)
Quión o San Félix de Quión (llamada oficialmente San Fiz de Quión) es una parroquia española del municipio de Touro, en la provincia de La Coruña, Galicia.

## Entidades de población
Entidades de población que forman parte de la parroquia:
- Abelenda
- Lago
- Laña de Abaixo
- Laña de Arriba
- Loureiros
- Muíña (A Muíña)
- Quintá (A Quintá)
- Rozas
- Sabuceda
- San Fins (San Fiz)
- Toxa (A Toxa)
- Valladolid (Valdolide)

## Demografía
| Gráfica de evolución demográfica de Quión entre 2000 y 2019 |
|                                                             |
| Datos según el nomenclátor publicado por el INE.            |